# Apodesmoptera mira
Apodesmoptera mira är en insektsart som beskrevs av Rehn, J.A.G. 1951. Apodesmoptera mira ingår i släktet Apodesmoptera och familjen Pyrgomorphidae. Inga underarter finns listade i Catalogue of Life.